# Darova
Darova (in ungherese Daruvár, in tedesco Darowa) è un comune della Romania di 2995 abitanti, ubicato nel distretto di Timiș, nella regione storica del Banato. 
Il comune è formato dall'unione di 3 villaggi: Darova, Hodoș, Sacoșu Mare.